# Iges (Ardennes)
Pour les articles homonymes, voir Iges.
Iges est une localité de Glaire et une ancienne commune française, située dans le département des Ardennes en région Grand Est.
Elle fusionne, en 1971, avec la commune de Glaire-et-Villette, pour former la nouvelle commune de Glaire.

## Géographie
La commune avait une superficie de 2,76 km2
L'ancienne commune est située dans une boucle de la Meuse.

## Histoire
En 1789, le bailliage de Sedan envoyait Jean Fleury, le curé de la paroisse comme représentant du clergé.
80 000 prisonniers français de la bataille de Sedan furent parqués 10 jours du 3 au 12 septembre 1870 sous la pluie, sans abri et sans approvisionnement suffisant dans la presqu'île d'Iges surnommée « camp de la misère ».
Par arrêté préfectoral du 25 juin 1971, la commune d'Iges fusionne, le 1er juillet 1971 avec la commune de Glaire-et-Villette pour former la nouvelle commune de Glaire.

## Politique et administration
| Période                                  | Période | Identité   | Étiquette | Qualité |
| ---------------------------------------- | ------- | ---------- | --------- | ------- |
| 1876                                     |         | E. Richard |           |         |
| Les données manquantes sont à compléter. |         |            |           |         |

## Démographie
| 1793 | 1800 | 1806 | 1821 | 1831 | 1836 | 1841 | 1846 | 1851 |
| ---- | ---- | ---- | ---- | ---- | ---- | ---- | ---- | ---- |
| 153  | 142  | 141  | 162  | 162  | 162  | 164  | 161  | 164  |

| 1856 | 1861 | 1866 | 1872 | 1876 | 1881 | 1886 | 1891 | 1896 |
| ---- | ---- | ---- | ---- | ---- | ---- | ---- | ---- | ---- |
| lac. | lac. | 152  | 169  | 188  | 179  | 171  | 145  | 140  |

| 1901 | 1906 | 1911 | 1921 | 1926 | 1931 | 1936 | 1946 | 1954 |
| ---- | ---- | ---- | ---- | ---- | ---- | ---- | ---- | ---- |
| 151  | 125  | 134  | 119  | 126  | 151  | 136  | 98   | 119  |

| 1962 | 1968 | - | - | - | - | - | - | - |
| ---- | ---- | - | - | - | - | - | - | - |
| 111  | 108  | - | - | - | - | - | - | - |

Histogramme

(élaboration graphique par Wikipédia)